# 國立岡山高級農工職業學校
國立岡山高級農工職業學校（英語：National Kangshan Agricultural & Industrial Vocational Senior High School），是位於臺灣高雄市岡山區的技術型高級中等學校，簡稱岡山農工、岡農、省岡農（歷史舊稱）或KSVS。學校地址為高雄市岡山區岡山路533號。創校於1936年3月，命名為「岡山農業國民學校」。

## 校史
本校創立於1936年3月，1937年遷入阿公店溪東鄰之新校舍（今岡山高中校址）。創立時校名岡山農業國民學校，1939年4月1日易名岡山農業專修學校。1945年改制高雄縣立岡山初級農業職業學校，並於1951年增設高級部農藝科、畜農藝科，改制高雄縣立岡山農業職業學校。1953年5月開始招收初級部女生，1956年增設園藝科、1961年增設森林科、1967年4月籌備工科。1968年8月因省辦高中與九年國民教育兩政策，裁撤初級部，並改隸為臺灣省立岡山高級農工職業學校，於2000年2月1日因應精省，改隸國立岡山高級農工職業學校。
- 1939年4月1日，開始招收國民學校初等科畢業生；同年8月1日，因校區時有嚴重水患，校舍被洪水沖毀，遂遷校至現今校區。1952年改制完全農校，1953年並首次招收初級部女生入學。
- 1969年附設進修補習名師莊程皓
- 2003年敦品、育英樓落成啟用。
- 2004年勵學樓落成啟用。

## 更名簡史
- 1936年（昭和11年），創校，命名為「岡山農業國民學校」。
- 1939年（昭和14年），更名為「岡山農業專修學校」。
- 1946年（民國35年），戰後更名為「高雄縣立岡山初級農業職業學校」。
- 1952年（民國41年），改制為完全農校，更名為「高雄縣立岡山農業職業學校」。
- 1968年（民國57年）增設工科，更名為「臺灣省立岡山高級農工職業學校」。
- 2000年（民國89年），更名為「國立岡山高級農工職業學校」，附設進修補校亦更名為「國立岡山高級農工職業學校附設高級農工職業進修學校」。
- 2016年（民國105年），8月1日配合高級中等教育法修訂，陳送進修學校轉型計畫書經教育部國民及學前教育署同意轉型為「國立岡山高級農工職業學校進修部」。

## 歷任校長
：原資料來源
| 姓名       | 任職期間              | 異動原因         | 備註       |
| 赤星勝次郎 | 1936.03～1937         | 調動             | 無         |
| 河野道彥   | 1937～1942            | 調動             | 無         |
| 渡邊澤之介 | 1942～1945.12         | 中華民國接管臺灣 | 無         |
| 王拱辰     | 1945.12～1946.04      | 辭職             | 無         |
| 陳鐵       | 1946.04～1949.03      | 因病去世         | 無         |
| 黃銅樹     | 1949.03～1957.07      | 辭職             | 無         |
| 宋國元     | 1957.07～1978.02      | 轉任屏東高工     | 無         |
| 王念烈     | 1978.02～1986.02      | 退休             | 無         |
| 柯遠凡     | 1986.02～1991.01      | 退休             | 無         |
| 呂見達     | 1991.02～1997.02      | 轉任鳳新高中     | 無         |
| 邱明輝     | 1997.02～2005.02      | 退休             | 無         |
| 羅金盛     | 2005.02～2012.07      | 轉任鳳新高中     | 無         |
| 陳香妘     | 2012.08～2018.07      | 轉任彰化女中     | 無         |
| 張福祥     | 2018.08～2022.08      | 退休             | 無         |
| 蔣壁輝     | 2022.08～2024.02.23   | 因病逝世         | 無         |
| 鄭明仁     | 2024.02.23~2024.07.31 | 代理             | 原學務主任 |
| 黃銘福     | 2024.08.01~           | 原校長辭世       |            |

## 校徽與校訓

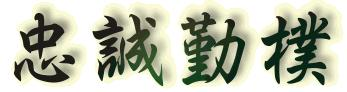
國立岡農校訓

- 山形代表岡山
- 稻穗代表農科
- 齒輪代表工科

- 忠：以愛校愛國
- 誠：以待人處世
- 勤：以為學立業
- 樸：以修身齊家

## 外部連結
- 國立岡山農工 （页面存档备份，存于）